# 偏瞳蔽眼蝶
偏瞳蔽眼蝶（学名：Bicyclus anynana）或稱叢林斜眼褐蝶。是原产于非洲中部至东南部一带沙地森林的一种眼蝶。

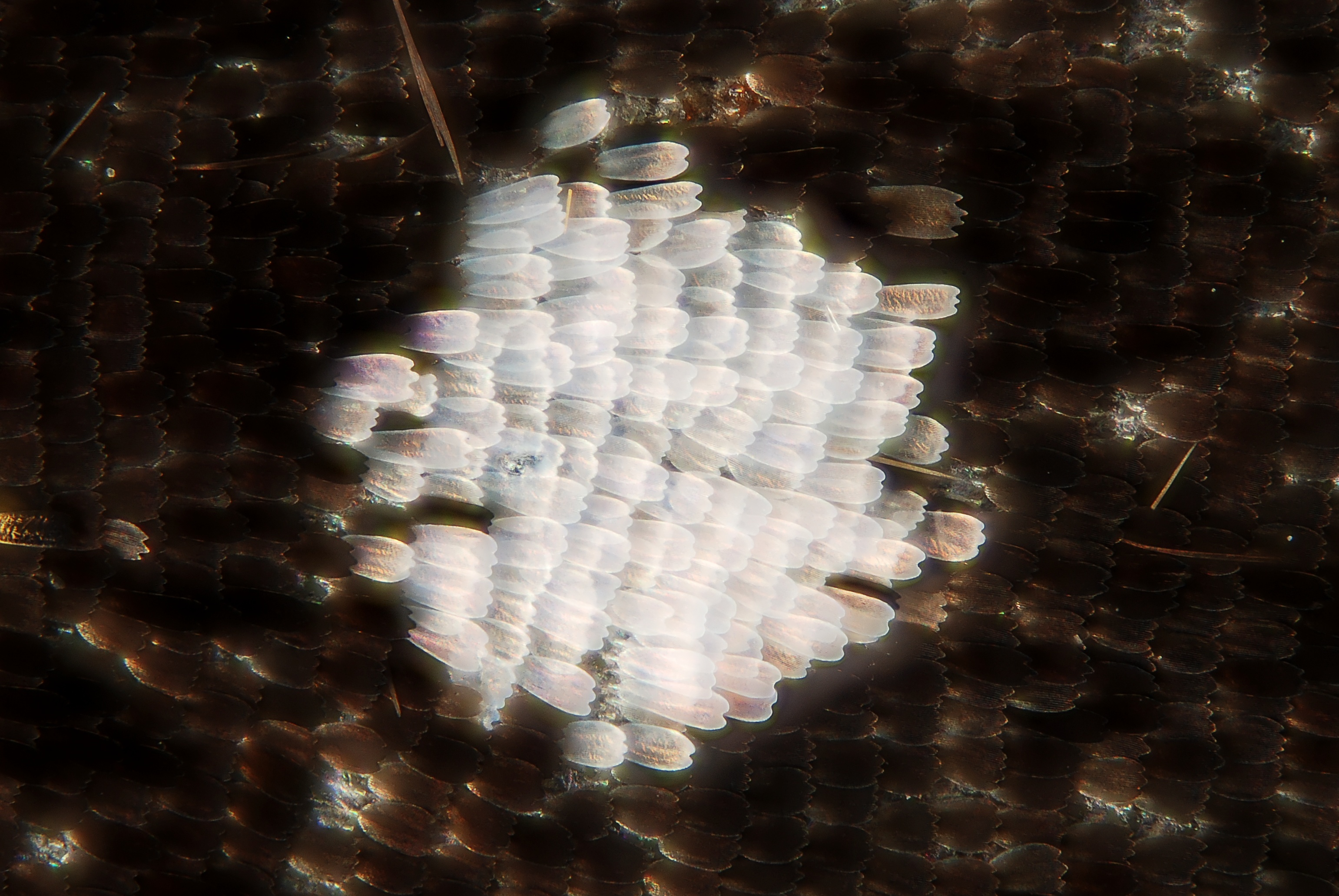
丛林斜眼褐蝶翅膀上的眼斑

偏瞳蔽眼蝶每年可产三至五代。其翅膀上有闪亮的眼状斑点，是一种求偶斑纹，眼状斑点中心的白色区域会反射紫外线。蝴蝶幼虫的生活温度会决定成虫后眼状斑点所反射的紫外线的强度。在温度凉爽时生活的幼虫，其成虫后雌性翅膀上反射的紫外线会增加，而较暖和时雄性反射的紫外线则会增加，从而达到吸引异性的目的。